# Marquesado de Puerto Seguro
El marquesado de Puerto Seguro es un título nobiliario español creado el 23 de marzo creado el 16 de mayo de 1629 por el rey Felipe IV a favor de Alfonso de Láncaster y Láncaster, I duque de Abrantes, tataranieto del rey Juan II de Portugal.
La denominación de este título dio nombre en 1916 al municipio de "Barba de Puerco", que tomó este nuevo nombre en honor al marqués de Puerto Seguro, Luis Carvajal y Melgarejo que fue quién realizó las gestiones necesarias para conseguir el nuevo nombre.

## Marqueses de Puerto Seguro

Escudo de Puerto Seguro (Samanca)

|                        | Titular                                                  | Periodo                |
| Creación por Felipe IV | Creación por Felipe IV                                   | Creación por Felipe IV |
| ---------------------- | -------------------------------------------------------- | ---------------------- |
| I                      | Alfonso de Láncaster y Láncaster Enríquez de Girón       | 1629-1654              |
| II                     | Agustín de Láncaster y Sande Padilla                     | 1654-1720              |
| III                    | Alfonso de Láncaster y Noroña Sande y Silva              | 1720-1720              |
| IV                     | Juan Manuel de Lancaster Sande y Silva                   | 1720-1733              |
| V                      | Juan Antonio de Carvajal y Láncaster                     | 1733-1747              |
| VI                     | Manuel Bernardino de Carvajal y Zúñiga                   | 1747-1783              |
| VII                    | Ángel María de Carvajal y Gonzaga                        | 1783-1793              |
| VIII                   | Manuel Guillermo de Carvajal y Fernández de Córdoba      | 1793-1816              |
| IX                     | Ángel María de Carvajal y Fernández de Córdoba y Gonzaga | 1816-1838              |
| X                      | Ángel María de Carvajal y Téllez-Girón                   | 1838-1890              |
| XI                     | Luis María de Carvajal y Fernández de Córdoba            | 1890-1899              |
| XII                    | Luis María de Carvajal y Melgarejo                       | 1899-1937              |
| XIII                   | Ángel María de Carvajal y Santos Suárez                  | 1937-1965              |
| XIV                    | Luis Jaime de Carvajal y Salas                           | 1965-2023              |
| XV                     | Jaime Alfonso Carvajal y López-Chicheri                  | 2024-actual titular    |

## Historia de los marqueses de Puerto Seguro

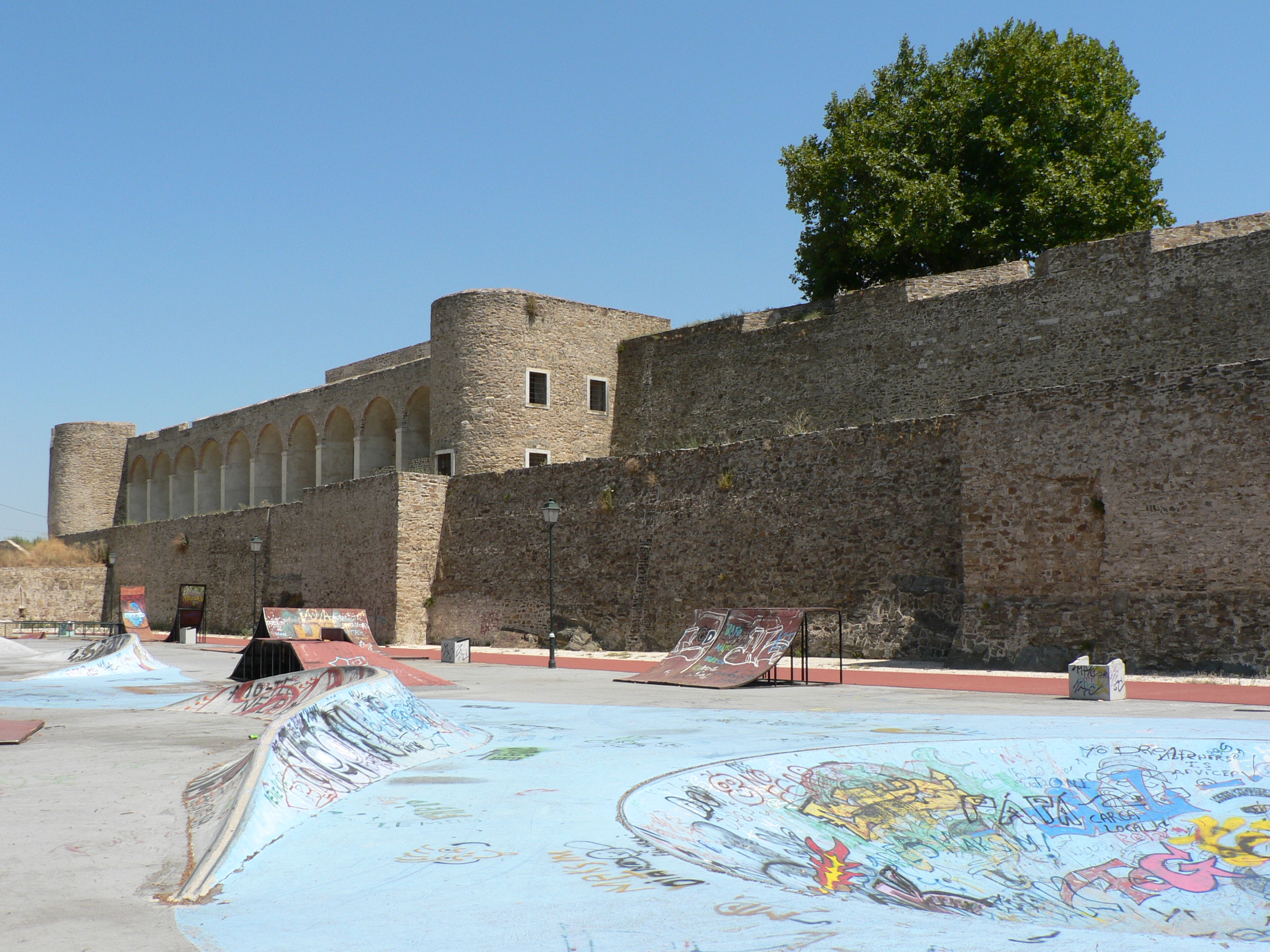
Castillo del marqués de Puerto Seguro, en Abrantes (Portugal)

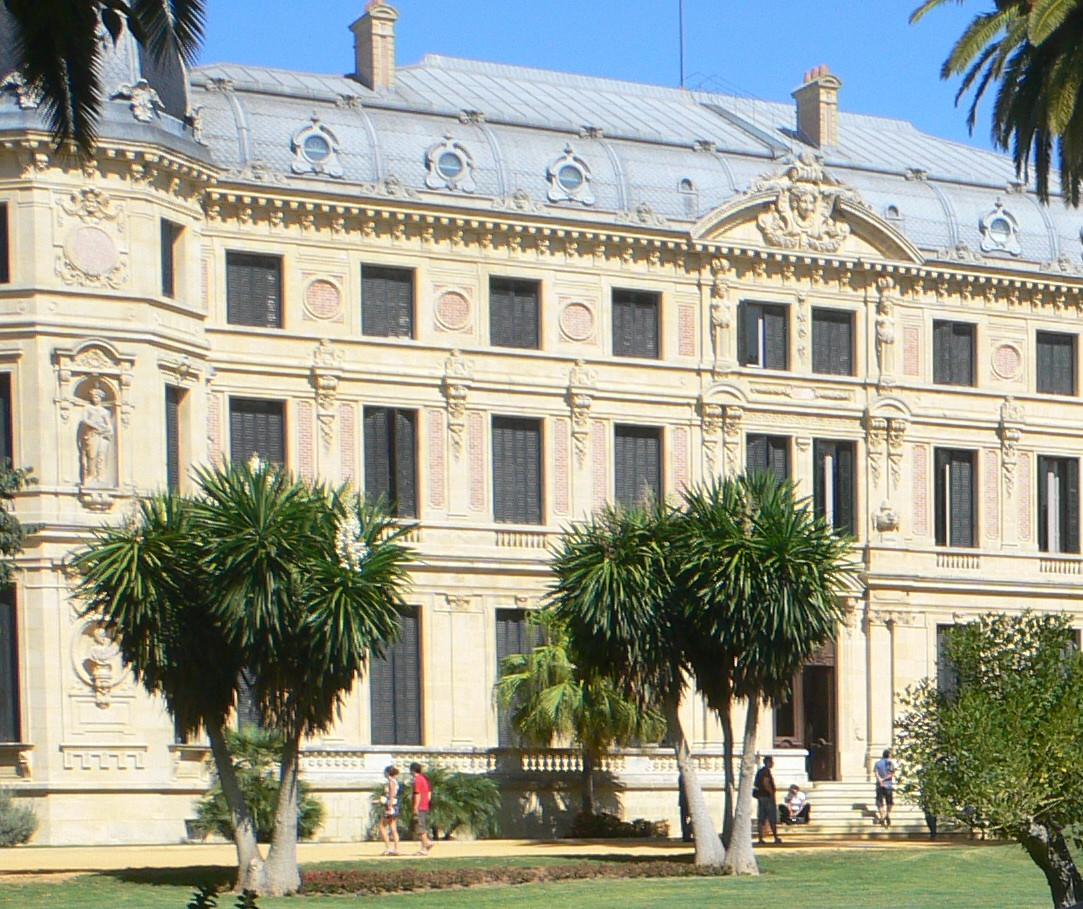
Palacio del marqués de Puerto Seguro, duque de Abrantes, en Jerez de la Frontera

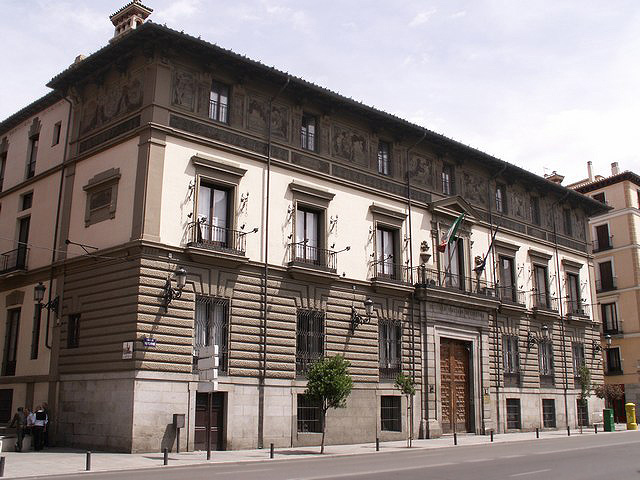
Palacio Abrantes en Madrid, calle Mayor

- Alfonso de Láncaster y Láncaster Enríquez de Girón (1597-27 de marzo de 1654), I marqués de Puerto Seguro,[2] I marqués de Sardoal[2] y I duque de Abrantes[3]. Era bisnieto del rey Juan II de Portugal, hijo de Álvaro de Láncaster, III  duque de Aveiro.

Casó el 15 de julio de 1627 con Ana de Sande Padilla y Bobadilla (m. 1650), II marquesa de Valdefuentes, y II condesa de la Mejorada, hija de Álvaro de Sande y Enquíquez, III y último marqués de la Piovera y I marqués de Valdefuentes. Le sucedió su hijo:
- Agustín de Láncaster y Sande Padilla (Lisboa, 1639-23 de febrero de 1720), II marqués de Puerto Seguro,[2] II marqués de Sardoal,[2] II duque de Abrantes,[3] III marqués de Valdefuentes y III conde de la Mejorada.[2]

Casó, el 8 de noviembre de 1656, con Juana de Noroña y Castro, hija del duque de Linares. Le sucedió su hijo:
- Alfonso de Láncaster y Noroña Sande y Silva (m. 1720), III marqués de Puerto Seguro.[2] Sin descendientes. Le sucedió hermano:[2]

- Juan Manuel de Láncaster Sande y Silva (m. Madrid, 1 de noviembre de 1733), IV marqués de Puerto Seguro,[2] III marqués de Sardoal,[2] III duque de Abrantes,[3] IV duque de Linares,[2] V marqués de Valdefuentes[4] y IV conde de la Mejorada,[2] obispo de Málaga,[2] obispo de Cuenca y patriarca de las Indias Occidentales.[2] Sin descendientes. Le sucedió su sobrino, hijo de su hermana María Josefa de Láncaster y Noroña y de su esposo Bernardino Carvajal y Vivero (1668-1728), II conde de la Quinta de la Enjarada:[5]

- Juan Antonio de Carvajal y Láncaster (Cáceres, 22 de mayo de 1688-1 de agosto de 1747), V marqués de Puerto Seguro,[5] IV marqués de Sardoal,[5] IV duque de Abrantes,[3] V duque de Linares,[5] VI marqués de Valdefuentes, V conde de la Mejorada y III conde de la Quinta de la Enjarada.[5]

Casó el 16 de septiembre de 1734, en Madrid, con Francisca de Paula de Zúñiga y Arellano (m. 13 de mayo de 1742), marquesa de Aguilafuente. Le sucedió su hijo:
- Manuel Bernardino de Carvajal y Zúñiga (Cáceres, 13 de diciembre de 1739-Cáceres, 6 de diciembre de 1783),[6] VI marqués de Puerto Seguro, V marqués de Sardoal,[5] V duque de Abrantes,[3] VI duque de Linares,[5] X conde de Villalba, VII marqués de Valdefuentes, IV conde de la Quinta de la Enjarada, VI conde de la Mejorada, XII marqués de Aguilafuente,  XV conde de Aguilar de Inestrillas[5] y consiliario de la Real Academia de Bellas Artes de San Fernando desde 1770.[6]

Casó, el 13 de diciembre de 1758, con María Micaela Gonzaga y Caracciolo (m. 9 de abril de 1777), hija del príncipe Francesco Gonzaga, I  duque de Solferino y de Giulia Quiteria Caracciolo. Le sucedió su hijo:
- Ángel María de Carvajal y Gonzaga (Madrid, 2 de marzo de 1771-13 de mayo de 1793), VII marqués de Puerto Seguro, VI marqués de Sardoal,[5] VI duque de Abrantes,[7] VII duque de Linares,[5] VIII marqués de Valdefuentes, VIII marqués de Navamorcuende,[5] V conde de la Quinta de la Enjarada, XVI conde de Aguilar de Inestrillas, VII conde de la Mejorada y XI marqués de Villalba.[5]

Casó, en 1788, con María Vicenta Soledad Fernández de Córdoba y Pimentel, hija de Pedro de Alcántara Fernández de Córdoba, XII duque de Medinaceli, y de su segunda esposa, María Petronila de Alcántara Enríquez y Cernesio, VII marquesa de Mancera, grande de España.  Le sucedió su hijo:
- Manuel Guillermo de Carvajal y Fernández de Córdoba (Madrid, 1790-1816),[8] VIII marqués de Puerto Seguro, VII marqués de Sardoal,[5] VII duque de Abrantes,[8] VIII duque de Linares,[5] IX marqués de Valdefuentes, IX marqués de Navamorcuende,[5] VI conde de la Quinta de la Enjarada, XVII conde de Aguilar de Inestrillas y VIII conde de la Mejorada.[5] Le sucedió su hermano:

- Ángel María de Carvajal y Fernández de Córdoba y Gonzaga (1793-20 de abril de 1839), IX marqués de Puerto Seguro, VIII marqués de Sardoal,[5] VIII duque de Abrantes,[8] IX duque de Linares,[5] VIII marqués de Sardoal, X marqués de Valdefuentes, X marqués de Navamorcuende,[5] VII conde de la Quinta de la Enjarada, XVIII conde de Aguilar de Inestrillas, IX conde de la Mejorada, XIII conde de Villalba, caballerizo mayor de la reina Isabel II, ballestero y montero mayor.

Casó el 1 de enero de 1813, en Cádiz, con Manuela Téllez Girón y Pimentel, II condesa de Coquinas, Le sucedió su hijo:
- Ángel María de Carvajal y Téllez-Girón (Madrid, 20 de noviembre de 1815-Madrid, 3 de enero de 1890), X marqués de Puerto Seguro, IX marqués de Sardoal,[10] IX duque de Abrantes,[8] X duque de Linares,[10] XI marqués de Valdefuentes, XI marqués de Navamorcuende,[10] VIII conde de la Quinta de la Enjarada, XIX conde de Aguilar de Inestrillas, X conde de la Mejorada, XIV conde de Villalba.[10]

Casó en primeras nupcias, el 10 de febrero de 1840 con María África Fernández de Córdoba y Ponce de León (m. 1866), hija de Luis Fernández de Córdoba-Figueroa y Aragón, XIV duque de Medinaceli, y de su esposa María de la Concepción Ponce de León y Carvajal.  Contrajo un segundo matrimonio, el 27 de abril de 1874, con Josefa Jiménez Molina Jiménez (m. 1903). Le sucedió su hijo del primer matrimonio:
- Luis María de Carvajal y Fernández de Córdoba (Madrid, 8 de diciembre de 1842-Madrid, agosto de 1899), XI marqués de Puerto Seguro.[10]

Casó el 26 de noviembre de 1870, en Madrid, con María de los Dolores Melgarejo y Valeriano. Le sucedió su hijo:
- Luis María de Carvajal y Melgarejo (Madrid, 12 de octubre de 1871-9 de julio de 1937), XII marqués de Puerto Seguro,[10] IV duque de Aveyro,  I conde de Cabrillas, XI marqués de Goubea, XII conde de Portalegre, XVI conde de Bailén.[12][10]

Casó el 26 de noviembre de 1895, en Madrid, con María del Carmen Santos Suárez y Guillamas, VII marquesa de las Nieves, hija de María del Pilar Guillamas y Piñeyro. Le sucedió su hijo:
- Ángel María de Carvajal y Santos Suárez (n. en 1899), XIII marqués de Puerto Seguro, XV marqués del Cenete, IV duque de Aveyro,  VII marqués de las Nieves.

Casó con María Salas y Guirior, hija de María Dolores Guirior y Mencos, marquesa de Guirior. Le sucedió su hijo:
- Luis Jaime de Carvajal y Salas (Madrid, 29 de octubre de 1942-7 de febrero de 2023[14]), XIV marqués de Puerto Seguro[15] y V duque de Aveyro.[16]

Casó en primeras nupcias con Blanca López-Chicherri y Daban. Contrajo un segundo matrimonio con Esther Ruiz-Casaux Valdés. Casó en terceras nupcias con Irene Ballesteros Azancot. De su primer matrimonio nacieron dos hijos: María Marta Carvajal y López-Chicheri (n. 1968) que sucedió en el ducado de Aveyro, y Jaime Alfonso de Carvajal y López-Chicheri que sucedió en el marquesado:
- Jaime Alfonso Carvajal y López-Chicheri (n. 1970), XV marqués de Puerto Seguro.[17]

Casó en primeras nupcias con Elsa Ramírez e Hidalgo, con quien tuvo dos hijos, y en segundas con Vanesa Montalban, estando actualmente casado en terceras nupcias en México con Penelope Kaufer de la Parra.